# مجموعة محسن حشيشة
مجموعة محسن حشيشة، هي مجموعة شركات تونسية متعددة النشاطات. ترجع بداياتها إلى 1960 تاريخ تأسيس المهندس محسن حشيشة لشركة مختصة في التجهيزات الهيدروليكية. عام 1971 أسس حشيشة شركة إنوبلاست لصناعة البلاستيك تلتها في الثمانينات والتسعينات تأسيس المجموعة لعدة شركات أخرى أهمها رندا (1987)، إلكتروستار (1993) وميكسال (1999). كما تعد المجموعة من المساهمين التاريخيين في بنك تونس العربي الدولي ومجمع تونس للتأمين.

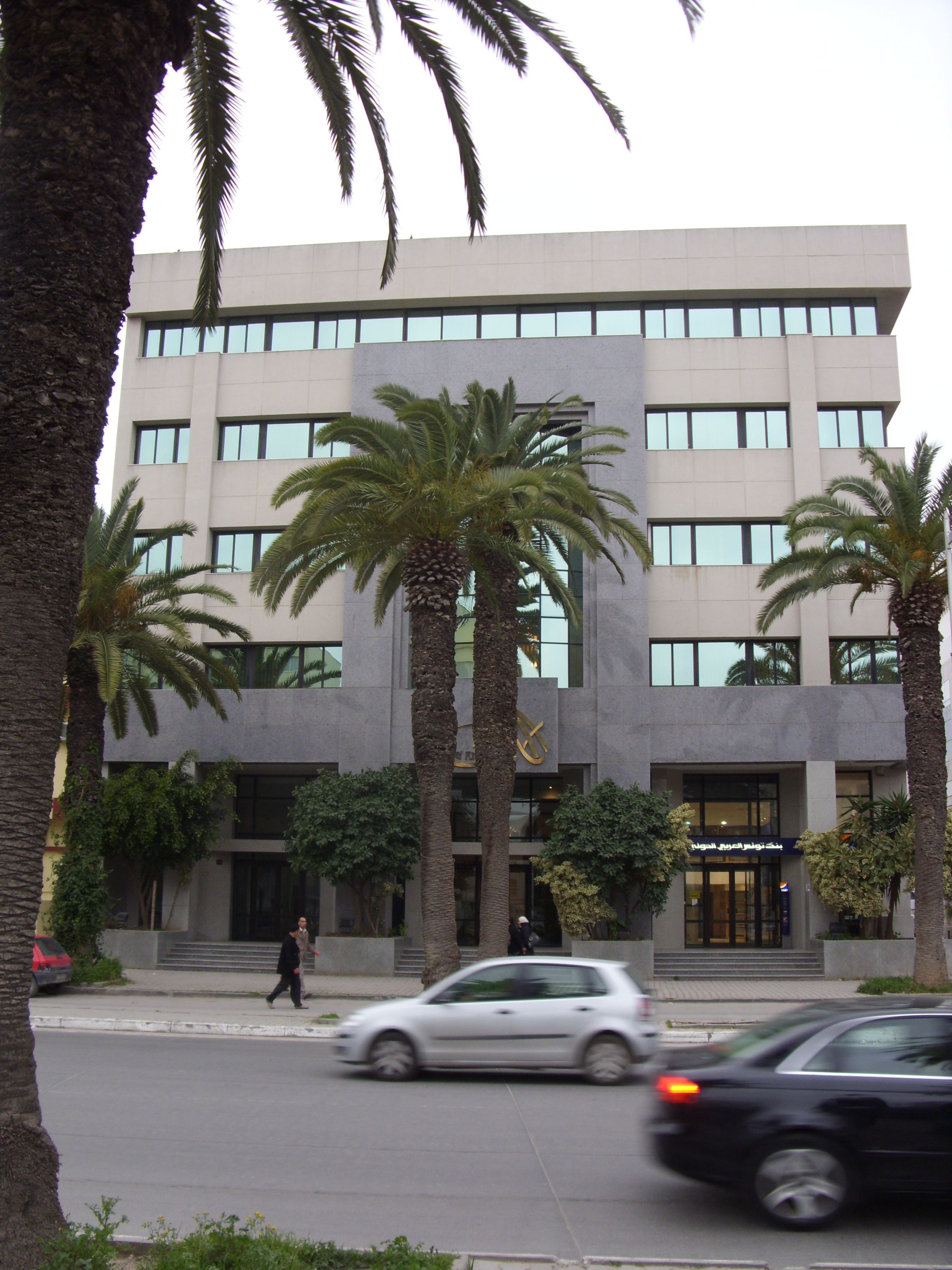
مقر المجموعة بشارع محمد الخامس